# FVgg Bayern Kitzingen
Die FVgg. Bayern Kitzingen ist ein deutscher Fußballverein aus dem bayerischen Kitzingen im gleichnamigen Landkreis.

## Geschichte

### Gründung bis Nachkriegszeit
Der Verein wurde im Jahr 1911 gegründet. Zur Saison 1920/21 stieg der Verein erstmals in die zu dieser Zeit erstklassige Kreisliga Nordbayern innerhalb der Süddeutschen Meisterschaft auf. Mit 2:34 Punkten und 20:109 Toren landete die Mannschaft jedoch abgeschlagen auf dem zehnten und damit letzten Platz, da es aber keine Absteiger gab, blieb der Verein der Liga erhalten. In der nächsten Saison wurde die Liga in zwei Abteilungen eingeteilt. Mit 6:22 Punkten in der Abteilung II platzierte sich der Verein wieder auf dem letzten Platz, diesmal ging es jedoch mit einigen anderen Vereinen schließlich wieder eine Liga tiefer.
Nach dem Ende des Zweiten Weltkriegs gelang dem Verein aus Kitzingen dann nochmal zur Saison 1946/47 der Aufstieg in die zu dieser Zeit zweitklassige Landesliga Bayern. Mit 26:14 Punkten gelang in der Staffel Nordbayern hier dann auf dem dritten Platz auch direkt der Klassenerhalt. Nach der Saison 1947/48 wurde die Landesliga eingleisig, mit 25:23 Punkten über den fünften Platz schaffte die Mannschaft knapp den Schnitt und durfte in der Spielklasse verbleiben. Die Folgesaison sollte dann jedoch die letzte in der Landesliga sein, mit 18:42 Punkten erreichte der Verein nur den 14. Platz und musste somit absteigen.

### Heutige Zeit
In der Saison 2004/05 spielt die Mannschaft in der Landesliga Staffel Nord und belegte dort mit 33 Punkten den 18. und damit vorletzten Platz, womit zur nächsten Spielzeit der Abstieg in die Bezirksoberliga Unterfranken angetreten werden musste. Dort reichte es mit 36 Punkten dann auch nur für den 13. Platz und somit stand ein erneuter Abstieg in die Bezirksliga Unterfranken an. Mit 56 Punkten gelang dann der Saison 2007/08 eine Platzierung auf dem zweiten Platz, womit die Mannschaft wieder in die Bezirksoberliga aufsteigen konnte. Hier gelang dann auch nach dem dritten Platz in der Saison 2008/09 am Ende der Spielzeit 2009/10 schließlich auch die Rückkehr in die Landesliga. Diese Spielklasse konnte jedoch nur über eine Saison gehalten werden, womit es mit 32 Punkten über den 15. Platz direkt wieder nach unten ging. Die Folgesaison endete mit 55 Punkten zwar nur auf dem vierten Platz in der Bezirksoberliga, jedoch durfte der Verein damit in die Staffel Nordwest der Landesliga aufsteigen. Hier gelang mit 66 Punkten zudem sogar gleich der dritte Platz am Ende der Spielzeit 2012/13. An diese Leistung konnten die Fußballer in den darauffolgenden Jahren jedoch nicht mehr anknüpfen. Viel mehr musste die Mannschaft am Ende der Spielzeit 2016/17 mit 23 Punkten auf dem 16. Platz sogar an einer Relegation teilnehmen. Dort traf der Verein zuerst auf den SV-DJK Oberschwarzach, gegen welche sich die Spieler nach Hin- und Rückspiel dank des besseren Torverhältnisses durchsetzen konnten. Gegen den TSV 1876 Lengfeld sollte es am Ende dann jedoch nicht mehr reichen. Somit ging es nach mehreren Jahren Landesliga direkt hinunter in die Bezirksliga. Die Folgesaison sollte einen weiteren Tiefschlag bedeuten, mit lediglich sechs Punkten ging es sang und klanglos am Ende weiter nach unten in die Kreisliga Würzburg. Hier gelang am Ende der Spielzeit 2018/19 zwar über den zweiten Platz eine Teilnahme an der Aufstiegsrelegation, nach zwei Siegen über den BSC A'burg-Schweinheim, war jedoch beim FC Südring Aschaffenburg dann schon wieder Schluss. Womit die Mannschaft den Aufstieg verpasste. Somit spielt der Verein auch noch bis heute in der Kreisliga Würzburg.

## Persönlichkeiten
- Hans Krauß (1903–1981), Trainer in der Saison 1948/49
- Heinz Lucas (1920–2016), ehemaliger Spieler in der Zeit nach dem Zweiten Weltkrieg später Trainer in der Oberliga
- Adam Jabiri (* 1984), ehemaliger Spieler und später beim 1. FC Schweinfurt und den Würzburger Kickers